# Selepa discigera
Selepa discigera är en fjärilsart som beskrevs av Walker 1864. Selepa discigera ingår i släktet Selepa och familjen trågspinnare. Inga underarter finns listade i Catalogue of Life.